# 573-тя фольксгренадерська дивізія (Третій Рейх)
573-тя фольксгренадерська дивізія (Третій Рейх) (нім. 573. Volksgrenadier-Division) — піхотна дивізія народного ополчення (фольксгренадери) вермахту за часів Другої світової війни.

## Історія
573-тя фольксгренадерська дивізія сформована 25 серпня 1944 року в ході 32-ї хвилі мобілізації у VIII військовому окрузі на території Першої словацької республіки за рахунок підрозділів розгромленої 708-ї піхотної дивізії. Але вже 4 вересня 1944 року її частини пішли на доукомплектування 708-ї фольксгренадерської дивізії.

## Райони бойових дій
- Словаччина (серпень — вересень 1944)

## Командування

### Склад
| 1944                                      |
| ----------------------------------------- |
| 1177-й гренадерський полк                 |
| 1178-й гренадерський полк                 |
| 1179-й гренадерський полк                 |
| 1573-й артилерійський полк                |
| 1573-тя рота зв'язку                      |
| 1573-те дивізійне управління забезпечення |